# 趙家蓉
趙家蓉（1962年11月11日—，外省第二代），臺北市人，新黨籍，台灣政治人物，曾為華視旅遊節目主持人、華視電視劇女演員。

## 經歷
臺北市人，畢業於國立台灣大學。 從小讀中山國小、仁愛國中、中正高中。
國立台灣大學歷史系一年級時，考進華視訓練班，但受到在中央廣播電台服務的父親趙世章反對，她允諾一定修完學士學位以說服雙親。結訓後和高信譚合作主持華視旅遊節目，播出月餘就接到華視劇展製作人寇恆祿邀約接演華視劇展的女主角，出道作為《此情何堪》，當紅時期是華視戲劇花旦。1987年嫁給在電視台做廣告業務的配偶，轉到幕後。2011年，配偶心肌梗塞過世，此後投入台灣演藝人協會為資深藝人服務。
曾在台北市中山區復興北路開有麻辣鍋店，經常有許多資深藝人，特地來此吃飯話家常，如客人有常楓、劉秀雯和鮑正芳等。此後亦曾擔任台北市議員王育誠跟立法委員蔡正元助理，現為台灣演藝人協會執行長及海峽文化創新交流基金會董事長。
太陽花學運時，趙家蓉參加白色正義社會聯盟在中正紀念堂自由廣場聲援警察活動，此後並決定參選市議員。同年，2014年中華民國直轄市議員及縣市議員選舉，受新黨徵召參選台北市南港、內湖區市議員，獲得9910票，終以四千六百餘票的差距落選，是新黨在常中天以後於該選區的最高得票。
2015年11月26日，被列入2016年中華民國立法委員選舉新黨全國不分區立法委員名單第10名；隔年1月16日，新黨獲得4.18%，未能分配到席次，再度落選。
2018年，再次參選港湖區市議員，但在新興小黨亦推派人選的競爭之下，選情開高走低，最終僅約上次得票之半，以不足3%的得票率落敗。

## 演出

### 電視戲劇
- 《此情何堪》
- 1984《鐵劍蘭花鷹》飾 范湘怡
- 1985《俠客行》飾 阿繡
- 1985《生死門》飾 波仔
- 1986《開張大吉》飾 香香
- 1987《兩代情》飾 崔心瑤
- 《陳靖姑收妖》
- 1988《京華煙雲》[4]  飾 姚莫愁
- 1989《一門英烈穆桂英》飾 楊延琪
- 1990《六個夢－三朵花》飾 葉雙華
- 1991《五路福星》飾惠英
- 1991《忠義八犬傳》飾 美娘
- 《台視劇場作家系列－再嫁》飾 陳紹華
- 1994《劉伯溫傳奇》肫母栽花（上、下）飾 秋雲